# Tsuneyoshi Takeda
Tsuneyoshi Takeda (竹田宮恒徳王?, Takeda-no-miya Tsunehisa-ō; Tokyo, 4 marzo 1909 – 11 maggio 1992) è stato un principe, militare e dirigente sportivo giapponese, secondo e ultimo capo di un ramo cadetto della famiglia imperiale del Giappone.

## Biografia

### Primi anni di vita e formazione
Takeda Tsuneyoshi nacque a Tokyo il 4 marzo 1909, unico figlio maschio del principe Tsunehisa Takeda e di sua moglie Masako, sesta figlia dell'imperatore Meiji. Era, quindi, cugino dell'imperatore Hirohito.
Il 23 aprile 1919, divenne il secondo capo della casa di Takeda-no-miya. Dopo essere stato educato alla scuola Gakushūin e aver servito in una sessione nella Camera dei Pari, nel luglio del 1930, si laureò nella 32ª classe dell'Accademia dell'Esercito imperiale giapponese e ricevette il grado di sottotenente nella cavalleria.

### Matrimonio e famiglia

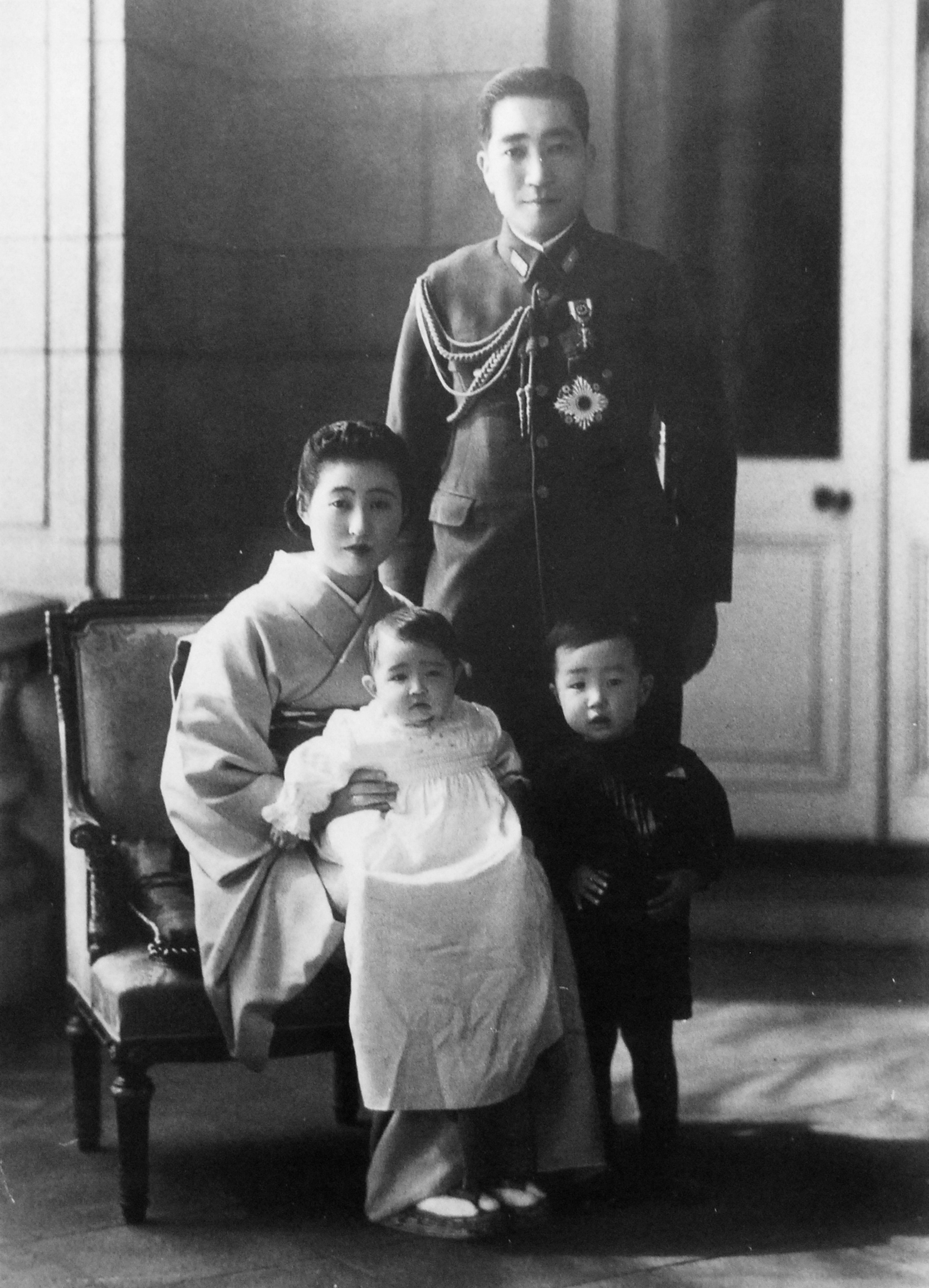
Takeda con sua moglie e i loro due figli maggiori nel 1942.

Il 12 maggio 1934, il principe sposò Sanjo Mitsuko, la figlia più giovane del principe Sanjo Kimiteru, dalla quale ebbe cinque figli, tre maschi e due femmine:
- Principe Tsunetada (竹田恒正王), nato l'11 ottobre 1940;[1]
- Principessa Motoko (素子女王), (nata nel 1942);
- Principessa Noriko (紀子女王), (nata nel 1943);
- Principe Tsuneharu (竹田恒治王), (nato nel 1944), ambasciatore giapponese in Bulgaria;[2]
- Tsunekazu (竹田恒和王), (nato nel 1947).

### Carriera militare
Il principe servì brevemente in un reggimento di cavalleria in Manciuria e raggiunse i gradi di sottotenente nell'agosto del 1930 e di capitano nell'agosto del 1936. Nel 1938, si laureò nella 50ª classe del collegio di guerra dell'esercito. Nell'agosto del 1940, venne promosso al grado di maggiore e fu impiegato nel comando dell'esercito a Tokyo dove diresse il dipartimento del personale. Nell'agosto del 1943, divenne tenente colonnello. Lo scrittore Sterling Seagrave sostiene che tra il 1940 e il 1945, il principe Takeda diresse il saccheggio di oro e altri oggetti preziosi in Cina, Hong Kong, Vietnam, Laos, Cambogia, Birmania, Malaysia, Singapore, Sumatra, Giava, Borneo e Filippine. Seagrave afferma che la maggior parte di questo bottino venne immagazzinato in 175 casse nelle Filippine e che una considerevole quantità di queste furono recuperati dall'ex presidente filippino Ferdinand Marcos e altri.
Il principe Takeda mantenne la responsabilità esecutiva dell'Unità 731 nel suo ruolo di direttore finanziario dell'armata del Kwantung. L'Unità 731 condusse ricerche sulle armi biologiche su soggetti umani con una varietà di colture batteriche e virus durante la seconda guerra mondiale. Secondo Daniel Barenblatt, nel 1940, Takeda assistette, con il principe Mikasa, a una proiezione speciale di un filmato di Shirō Ishii che mostrava gli aerei imperiali scaricare bombe batteriologiche per diffondere la peste bubbonica nella città cinese di Ningbo.
Inoltre, lo storico Hal Gold nel suo lavoro Unit 731 Testimony sostiene che il principe Takeda ebbe un ruolo più attivo come "tenente colonnello Miyata", ufficiale nella sezione strategica della divisione operazioni. Gold riporta la testimonianza di un veterano del Corpo dei giovani di questa unità, che nel luglio del 1994, testimoniò che nel corso di una mostra itinerante degli esperimenti di Shiro Ishii, Takeda assistette alle prove di gas velenosi effettuate su una trentina di prigionieri vicino ad Anda. Dopo la guerra, un fotografo ricordò il giorno in cui il principe visitò la struttura dell'Unità 731 a Pingfang, nel Manciukuò, e affermò di essere in possesso di una foto del principe.
Il principe Takeda servì brevemente come rappresentante personale dell'imperatore a Saigon, nella sede del feldmaresciallo Hisaichi Terauchi, comandante del gruppo straordinario di spedizione dell'esercito del sud. Durante questo incarico, osservò in prima persona le condizioni disperate delle forze giapponesi a Rabaul, Guadalcanal e Luzon. Dopo il suo ritorno, venne poi assegnato alla sede del Kwantung. Il 15 agosto 1945, dopo il discorso alla radio dell'imperatore Hirohito che annunciava la resa del suo paese, andò a Shinkyo, nel Manciukuò, per garantire il rispetto degli ordini di consegna dell'armata del Kwantung.

### Dopoguerra
Il 14 ottobre 1947, con l'abolizione dei rami cadetti della famiglia imperiale da parte delle autorità di occupazione americane, il principe Tsuneyoshi e la sua famiglia divennero cittadini comuni. Inizialmente, si ritirò nella sua tenuta della Prefettura di Chiba per allevare cavalli da corsa, sfuggendo così alle difficoltà finanziarie che molti suoi cugini sperimentarono durante l'occupazione del paese. Nello stesso anno, tentò di entrare nel mondo del lavoro attraverso la definizione di una società per la fabbricazione di macchine per maglieria che presto fallì.
Takeda rivolse poi la sua attenzione alla promozione e allo sviluppo dello sport amatoriale e professionistico. In qualità di partecipante agli eventi equestri delle olimpiadi di Berlino aveva già una reputazione di "principe dello sport". Nel 1948, divenne presidente dell'Associazione giapponese di Skating e membro del Tokyo Rotary Club. Nel 1962, divenne presidente del Comitato Olimpico Giapponese e fu una figura importante nell'organizzazione delle Olimpiadi di Tokyo e di quelle di Sapporo. Tra il 1967 e il 1981, fu membro del Comitato Olimpico Internazionale; in questo periodo, per cinque anni, fu direttore del suo comitato esecutivo.
Nel 1987, l'ex principe pubblicò un volume di saggi autobiografici dal titolo "Kumo no shita ue: Omoide-banashi" (Sopra e sotto le nuvole: ricordi).
Tsuneyoshi Takeda morì di insufficienza cardiaca nel 1992. L'attuale erede della famiglia Takeda-no-Miya è il suo figlio, Tsunetada, diplomato alla Gakushuin e laureato in economia all'Università Keio e precedentemente impiegato alla Mitsubishi Shoj. È sposato con Kyoko Nezu, terza figlia di Nezu Kaichirō, ex presidente delle ferrovie Tōbu, e ha un figlio, Tsunetaka (nato nel 1967) e una figlia, Hiroko (nata nel 1971).
L'ex palazzo Takeda e parte dei suoi giardini a Tokyo sopravvivono come parte del Grand Prince Hotel Takanawa e sono aperti al pubblico.